# Copa de Estonia 2021-22
La Copa de Estonia 2021-22 (en estonio: Eesti Karikas) fue la trigésima segunda temporada de la competición de copa anual de Estonia.
El equipo campeón se garantiza un cupo en la primera ronda clasificatoria de la Liga Europa Conferencia de la UEFA 2022-23.

## Calendario
| Ronda            | Fecha                                   | Partidos | Equipos |
| ---------------- | --------------------------------------- | -------- | ------- |
| Primera ronda    | 17 de junio - 21 de julio de 2021       | 28       | 92 → 64 |
| Segunda ronda    | 10 de julio - 11 de agosto de 2021      | 32       | 64 → 32 |
| Tercera ronda    | 4 de agosto - 12 de diciembre de 2021   | 16       | 32 → 16 |
| Octavos de final | 23 de octubre - 16 de diciembre de 2021 | 8        | 16 → 8  |
| Cuartos de final | 8 de marzo - 10 de marzo de 2022        | 4        | 8 → 4   |
| Semifinal        | 4 de mayo - 15 de mayo de 2022          | 2        | 4 → 2   |
| Final            | 21 de mayo de 2022                      | 1        | 2 → 1   |

## Primera ronda
| 17 de junio de 2021 | FC Eston Villa II | w/o     | FC Ararat Tallinn | Sõle Staadion, Tallin, Estonia |  |
| 18:00 (UTC+3)       |                   | Reporte |                   |                                |  |

| 22 de junio de 2021 | Raplamaa JK | 15:0 (7:0) | Wolfram FC | Rapla Kesklinna Kooli staadion, Rapla, Estonia         |                                                        |
| 19:00 (UTC+3)       | - Kantsik 7' - Liivamäe 15', 53', 67' - Stepanjuga 18' (pen.) - Tilk 20' (pen.) - Nurmik 31', 60' - Urva 33' - Noode 46' - Laurits 50', 54', 65' - Sinikas 71' - Maalinn 76' | Reporte    |            | Asistencia: 37 espectadores Árbitro(s): Martin Uusküla | Asistencia: 37 espectadores Árbitro(s): Martin Uusküla |

| 22 de junio de 2021 | Viimsi Lõvid | 0:3 (0:1) | FC Flora III Tallinn                   | Viimsi Staadion, Haabneeme, Estonia                |                                                    |
| 20:00 (UTC+3)       |              | Reporte   | - 30' Grün - 63' Starkopf - 83' Ustaal | Asistencia: 40 espectadores Árbitro(s): John Demir | Asistencia: 40 espectadores Árbitro(s): John Demir |

| 26 de junio de 2021 | FC Mulgi                                | 3:1 (0:1) | Jalgpalliklubi 32. Keskkool | August Kitzbergi Gümnaasium, Karksi-Nuia, Estonia       |                                                         |
| 19:00 (UTC+3)       | - Viidebaum 49' - Teiss 58' - Astel 80' | Reporte   | - 37' (a.g.) Teearu         | Asistencia: 41 espectadores Árbitro(s): Marten Laanisto | Asistencia: 41 espectadores Árbitro(s): Marten Laanisto |

| 29 de junio de 2021 | JK Loo                                              | 4:2 (1:0) | Ida-Virumaa FC Alliance II      | Aruküla stadium, Aruküla, Estonia                     |                                                       |
| 19:00 (UTC+3)       | - Piip 18' - Sideljov 48' - Elenurm 64' - Vaher 73' | Reporte   | - 62' (pen.), 86' (pen.) Mossin | Asistencia: 37 espectadores Árbitro(s): Andres Kalvik | Asistencia: 37 espectadores Árbitro(s): Andres Kalvik |

| 30 de junio de 2021 | JK Kernu Kadakas     | 3:3 (3:0) (3:3) (3:3 t. s.)(3:4 p.) | FC TransferWise                      | Kernu Põhikooli staadion, Kernu, Estonia                 |                                                          |
| 19:00 (UTC+3)       | - Pärna 6', 17', 30' | Reporte                             | - 47', 90+1' Bolotin - 71' Paništšev | Asistencia: 28 espectadores Árbitro(s): Kristen Jakobson | Asistencia: 28 espectadores Árbitro(s): Kristen Jakobson |

| 1 de julio de 2021 | Tallinna FC Olympic Olybet       | 2:1 (1:1) | FC Hiiumaa  | Aruküla stadium, Aruküla, Estonia                       |                                                         |
| 18:00 (UTC+3)      | - Hünerson 16' - Klee 63' (a.g.) | Reporte   | - 25' Kopli | Asistencia: 30 espectadores Árbitro(s): Kristjan Siilak | Asistencia: 30 espectadores Árbitro(s): Kristjan Siilak |

| 5 de julio de 2021 | FC Zenit Tallinn                 | 4:2 (3:1) | JK Tallinna Kalev II       | Kernu Põhikooli staadion, Kernu, Estonia              |                                                       |
| 19:00 (UTC+3)      | - Kink 4', 38' - Teever 16', 72' | Reporte   | - 31' Tukia - 48' Bachmann | Asistencia: 52 espectadores Árbitro(s): Kevin Kaivoja | Asistencia: 52 espectadores Árbitro(s): Kevin Kaivoja |

| 8 de julio de 2021 | FC Kohvile                                                                     | 7:4 (6:0) | Young FC                                     | Tamme stadium, Tartu, Estonia                     |                                                   |
| 20:45 (UTC+3)      | - Randlahe 8' - Akhmedov 16', 20', 36' - Jansen 18' - Tuul 43' - Okružko 90+3' | Reporte   | - 49', 76' Alliksaar - 84' Rätsep - 86' Väät | Asistencia: 65 espectadores Árbitro(s): Ahti Lepp | Asistencia: 65 espectadores Árbitro(s): Ahti Lepp |

| 9 de julio de 2021 | Viimsi JK                                             | 3:1 (1:1) (1:1) (3:1 t. s.) | JK Vaprus Pärnu | Viimsi Staadion, Haabneeme, Estonia                    |                                                        |
| 19:00 (UTC+3)      | - Tammeveski 19' - Oper 100' - Lehtmets 105+1' (pen.) | Reporte                     | - 25' Saarts    | Asistencia: 342 espectadores Árbitro(s): Kristo Tohver | Asistencia: 342 espectadores Árbitro(s): Kristo Tohver |

| 10 de julio de 2021 | FC Vastseliina                           | 4:0 (1:0) | FC Teleios | Vastseliina jalgpalliväljak, Vastseliina, Estonia    |                                                      |
| 13:00 (UTC+3)       | - Juur 2' - Saarniit 50', 78' - Silm 79' | Reporte   |            | Asistencia: 21 espectadores Árbitro(s): Timo Teniste | Asistencia: 21 espectadores Árbitro(s): Timo Teniste |

| 10 de julio de 2021 | Viljandi JK Tulevik II | w/o     | JK Piraaja Tallinn | Viljandi kunstmuruväljak, Viljandi, Estonia |  |
| 15:00 (UTC+3)       |                        | Reporte |                    |                                             |  |

| 10 de julio de 2021 | JK Narva Trans | w/o     | IBK Here for Beer | Narva Kreenholm Stadium, Narva, Estonia |  |
| 16:00 (UTC+3)       |                | Reporte |                   |                                         |  |

| 10 de julio de 2021 | FC Valga Warrior | w/o     | FCT Titans | Valga Kungla kunstmuru, Valga, Estonia |  |
| 16:00 (UTC+3)       |                  | Reporte |            |                                        |  |

| 10 de julio de 2021 | Ida-Virumaa FC Alliance | 10:1 (5:0) | Tartu JK Welco X | Kohtla-Järve staadion, Kohtla-Järve, Estonia         |                                                      |
| 16:00 (UTC+3)       | - Kardava 15' - Denisov 18', 29', 56' (pen.), 86' - Orekhov 26' (pen.) - Kruglov 32', 79' - Tsõgankov 68' - Volossatov 90+2' | Reporte    | - 74' Austa      | Asistencia: 48 espectadores Árbitro(s): Pavel Muhhin | Asistencia: 48 espectadores Árbitro(s): Pavel Muhhin |

| 10 de julio de 2021 | FC Nõmme United | w/o     | Jõgeva SK Noorus-96 | Männiku Stadium, Tallin, Estonia |  |
| 19:00 (UTC+3)       |                 | Reporte |                     |                                  |  |

| 10 de julio de 2021        | Rakvere JK Tarvas                 | 3:1 (1:0) | FC Puhkus Mehhikos | Rakvere Linnastaadion, Rakvere, Estonia                 |                                                         |
| FC Puhkus Mehhikos (UTC+3) | - Siak 6' - Kangur 69' - Raja 78' | Reporte   | - 73' Sepp         | Asistencia: 21 espectadores Árbitro(s): Toomas Nõmmiste | Asistencia: 21 espectadores Árbitro(s): Toomas Nõmmiste |

| 11 de julio de 2021 | Tallinna JK Legion II                             | 5:2 (3:1) | Annelinna Ajax           | Wismar Stadium, Tallin, Estonia                        |                                                        |
| 16:00 (UTC+3)       | - Ruus 7', 22', 25' - Švedovski 52' - Lyubeev 68' | Reporte   | - 8' Pärkson - 76' Jädal | Asistencia: 35 espectadores Árbitro(s): Martin Altmets | Asistencia: 35 espectadores Árbitro(s): Martin Altmets |

| 11 de julio de 2021 | Rumori Calcio II | 1:4 (1:2) | FCP Pärnu                                 | Kotka Staadion MTÜ, Tallin, Estonia                    |                                                        |
| 16:00 (UTC+3)       | - Naranjo 37'    | Reporte   | - 5' Saarik - 17', 82' Koplus - 59' Eller | Asistencia: 17 espectadores Árbitro(s): Kirill Andreev | Asistencia: 17 espectadores Árbitro(s): Kirill Andreev |

| 11 de julio de 2021 | Märjamaa Kompanii                          | 4:5 (2:3) | SK Imavere                                   | Märjamaa Staadion, Märjamaa, Estonia                  |                                                       |
| 16:00(UTC+3)        | - Sassian 5', 66' - Herkel 43' - Vahur 83' | Reporte   | - 7' Raaper - 14', 72' Arula - 45', 77' Susi | Asistencia: 56 espectadores Árbitro(s): Rainer Väljas | Asistencia: 56 espectadores Árbitro(s): Rainer Väljas |

| 11 de julio de 2021 | FC Elva                             | 3:0 (0:0) (0:0) (3:0 t. s.) | Team Helm JK | Elva City Stadium, Elva, Estonia                      |                                                       |
| 16:00 (UTC+3)       | - Joandi 94' - Frei 98' - Lõbu 101' | Reporte                     |              | Asistencia: 219 espectadores Árbitro(s): Triinu Vaher | Asistencia: 219 espectadores Árbitro(s): Triinu Vaher |

| 11 de julio de 2021 | FC Tallinna Wolves | 1:5 (1:2) | JK Jalgpallihaigla                                   | Wismar Stadium, Tallin, Estonia                     |                                                     |
| 18:30 (UTC+3)       | - Saluste 10'      | Reporte   | - 20', 62' (pen.) Heinmaa - 43', 76' Rõõs - 83' Nõmm | Asistencia: 38 espectadores Árbitro(s): Oliver Väät | Asistencia: 38 espectadores Árbitro(s): Oliver Väät |

| 13 de julio de 2021 | Läänemaa JK                                                                          | 11:1 (7:0) | FC Äksi Wolves | Kunstmuruväljak, Haapsalu, Estonia                   |                                                      |
| 19:30 (UTC+3)       | - Miilberg 5', 7', 35', 36' - Mursal 29', 57', 69' - Linder 30', 41', 54' - Maar 88' | Reporte    | - 90+1' Rosin  | Asistencia: 77 espectadores Árbitro(s): Triinu Vaher | Asistencia: 77 espectadores Árbitro(s): Triinu Vaher |

| 14 de julio de 2021 | Kristiine JK                                          | 5:3 (4:3) | FC Jõgeva Wolves                                     | Nike Arena, Tallin, Estonia                           |                                                       |
| 19:00 (UTC+3)       | - Leppik 8', 13' - Sibul 15', 26' - Osokin 73' (a.g.) | Reporte   | - 4' Kleimann-Leimann - 11' Kovbasnjuk - 22' Murumaa | Asistencia: 27 espectadores Árbitro(s): Tõnis Metsson | Asistencia: 27 espectadores Árbitro(s): Tõnis Metsson |

| 14 de julio de 2021 | FC Kose | 0:2 (0:0) | FC Maksatransport           | Oru Põhikooli stadion, Oru, Estonia                         |                                                             |
| 19:00 (UTC+3)       |         | Reporte   | - 60' Lehtmets - 80' Omelin | Asistencia: 20 espectadores Árbitro(s): Voiteh Karnatsevitš | Asistencia: 20 espectadores Árbitro(s): Voiteh Karnatsevitš |

| 18 de julio de 2021 | FC Järva-Jaani                                                 | 5:0 (1:0) | FC Kusti | Järva-Jaani Kasekopli staadion, Järva-Jaani, Estonia    |                                                         |
| 18:00 (UTC+3)       | - Klaus 6' - Homin 53' - Trahv 62' - Homin 66' - Maamägi 90+3' | Reporte   |          | Asistencia: 85 espectadores Árbitro(s): Marten Laanisto | Asistencia: 85 espectadores Árbitro(s): Marten Laanisto |

| 20 de julio de 2021 | JK Viljandi Tulevik | 26:0 (9:0) | FC Lelle | Viljandi kunstmuruväljak, Viljandi, Estonia            |                                                        |
| 19:00 (UTC+3)       | - Kask 3', 63', 65', 67', 80', 83' - Muydinov 6', 86' - Raudnagel 9' (a.g.) - Saag 14', 38', 56' - Lang 17' (pen.), 89' - Mets 29' - Riiberg 39', 54', 70', 77', 79', 88' - Soliu 45' - Petrunin 55' - Komissarov 58', 62', 81' | Reporte    |          | Asistencia: 204 espectadores Árbitro(s): Priit Alekask | Asistencia: 204 espectadores Árbitro(s): Priit Alekask |

| 21 de julio de 2021 | FC Infonet Tallinn                                                                           | 8:0 (2:0) | FC Hell Hunt | Lasnamäe Athletics Hall, Tallin, Estonia                  |                                                           |
| 20:30 (UTC+3)       | - Gasinski 13' - Guzek 44' - Vashchenko 47' - Dunitš 57', 60', 69', 78' (pen.) - Karunas 87' | Reporte   |              | Asistencia: 35 espectadores Árbitro(s): Sergei Nagovitsõn | Asistencia: 35 espectadores Árbitro(s): Sergei Nagovitsõn |

## Segunda ronda
| 10 de julio de 2021 | RL. FC EstHam United | 0:6 (0:3) | FC Ararat Tallinn                                                   | Kotka Staadion MTÜ, Tallin, Estonia               |                                                   |
| 19:00 (UTC+3)       |                      | Reporte   | - 23' Skamnitski - 38' Petrov - 45', 85' Zakharets - 48', 60' Žukov | Asistencia: 38 espectadores Árbitro(s): Ralf Mikk | Asistencia: 38 espectadores Árbitro(s): Ralf Mikk |

| 21 de julio de 2021 | JK Loo                  | 2:3 (1:1) | FC Tallinn                           | Loo kunstmuruväljak, Loo, Estonia                   |                                                     |
| 19:00 (UTC+3)       | - Piip 37' - Uusmäe 90' | Reporte   | - 43' Datov - 61' Brõlin - 72' Šišov | Asistencia: 24 espectadores Árbitro(s): Oliver Väät | Asistencia: 24 espectadores Árbitro(s): Oliver Väät |

| 22 de julio de 2021 | RL. FC Kohvile | 1:2 (0:2) | Tartu JK Welco          | Raadi roheline jalgpallipark, Tartu, Estonia           |                                                        |
| 19:00 (UTC+3)       | - Tuul 72'     | Reporte   | - 31' Valtna - 37' Mägi | Asistencia: 114 espectadores Árbitro(s): Veiko Meitern | Asistencia: 114 espectadores Árbitro(s): Veiko Meitern |

| 23 de julio de 2021 | Viljandi JK Tulevik II                          | 4:0 (1:0) | Türi Ganvix JK | Viljandi kunstmuruväljak, Viljandi, Estonia           |                                                       |
| 19:00 (UTC+3)       | - Domberg 21' - Tiri 56' - Hunt 67' - Joost 83' | Reporte   |                | Asistencia: 44 espectadores Árbitro(s): Rait Ojanurme | Asistencia: 44 espectadores Árbitro(s): Rait Ojanurme |

| 23 de julio de 2021 | Tartu FC Helios                   | 3:1 (2:0) | Rakvere JK Tarvas | Annelinna staadion, Tartu, Estonia                 |                                                    |
| 19:00 (UTC+3)       | - Haug 17' - Suvi 29' (pen.), 87' | Reporte   | - 90+1' Pakaste   | Asistencia: 60 espectadores Árbitro(s): Artis Loho | Asistencia: 60 espectadores Árbitro(s): Artis Loho |

| 23 de julio de 2021 | FC TransferWise                  | 2:9 (0:3) | JK Tallinna Kalev                                                                  | Kalevi Keskstaadion, Tallin, Estonia                  |                                                       |
| 19:30 (UTC+3)       | - Tamme 62' (a.g.) - Godfrey 68' | Reporte   | - 14', 25', 67', 70', 75', 82' El Aabchi - 35' Makarov - 72' A. Russ - 84' E. Russ | Asistencia: 60 espectadores Árbitro(s): Eerik Ääremaa | Asistencia: 60 espectadores Árbitro(s): Eerik Ääremaa |

| 24 de julio de 2021 | FC Valga Warrior      | 1:4 (0:1) | Kristiine JK                                | Valga Kungla kunstmuru, Valga, Estonia                |                                                       |
| 14:00 (UTC+3)       | - Rajevski 81' (pen.) | Reporte   | - 43', 62' Arge - 47' Talviste - 77' Leppik | Asistencia: 21 espectadores Árbitro(s): Jürgen Lorenz | Asistencia: 21 espectadores Árbitro(s): Jürgen Lorenz |

| 24 de julio de 2021 | FA Tartu Kalev                                                                                  | 10:0 (8:0) | Läänemaa JK | Ülenurme Stadium, Ülenurme, Estonia                    |                                                        |
| 16:00 (UTC+3)       | - Tauts 5', 86' - Villems 7', 29' - Laas 11', 25', 49' - Jõgi 17', 43' - Starovoitov 38' (pen.) | Reporte    |             | Asistencia: 30 espectadores Árbitro(s): Roomer Tarajev | Asistencia: 30 espectadores Árbitro(s): Roomer Tarajev |

| 24 de julio de 2021 | TJK Legion | 21:0 (9:0) | FC Soccernet Tallinn | EJL TNTK Staadion, Tallin, Estonia                 |                                                    |
| 19:00 (UTC+3)       | - Puri 14', 17', 25', 37' - Šapovalov 22', 26', 35', 50' (pen.), 69' - Olberkis 29', 77', 90+1' - Arhipov 38' - Mashichev 54', 83' - Fedotov 59', 82' - Nesterov 65' - Volodin 71' - Ivanov 72' - Šlein 74' (pen.) | Reporte    |                      | Asistencia: 29 espectadores Árbitro(s): Timo Sujev | Asistencia: 29 espectadores Árbitro(s): Timo Sujev |

| 24 de julio de 2021 | FC Nõmme United | w/o     | SK Imavere | Männiku Stadium, Tallin, Estonia |  |
| 19:00 (UTC+3)       |                 | Reporte |            |                                  |  |

| 24 de julio de 2021 | Viimsi JK | w/o     | SC ReUnited | Viimsi Staadion, Haabneeme, Estonia |  |
| 19:00 (UTC+3)       |           | Reporte |             |                                     |  |

| 24 de julio de 2021 | Saku Sporting | 0:9 (0:6) | JK Tammeka Tartu                                                                                    | Saku staadion, Saku, Estonia                                |                                                             |
| 19:00 (UTC+3)       |               | Reporte   | - 6', 12' Koskor - 7', 82' Paju - 10', 58' Mätas - 22' Laaneots - 32' Läänelaid - 69' (pen.) Veelma | Asistencia: 95 espectadores Árbitro(s): Voiteh Karnatsevitš | Asistencia: 95 espectadores Árbitro(s): Voiteh Karnatsevitš |

| 24 de julio de 2021 | JK Narva Trans                                                          | 5:0 (3:0) | Ida-Virumaa FC Alliance | Narva Kreenholm Stadium, Narva, Estonia               |                                                       |
| 19:00 (UTC+3)       | - Nesterovski 3' - Mihhailov 8' - Zakarliuka 10' - Kovaltšuk 65', 90+4' | Reporte   |                         | Asistencia: 290 espectadores Árbitro(s): Pavel Muhhin | Asistencia: 290 espectadores Árbitro(s): Pavel Muhhin |

| 24 de julio de 2021 | FC Flora II Tallinn | 24:0 (7:0) | JK Karskem Karsklus | Lilleküla harjutusväljak I, Tallin, Estonia            |                                                        |
| 19:00 (UTC+3)       | - Valkiainen 4', 22', 31', 42', 46', 53', 62', 65', 69' - Sild 27', 41', 50', 59', 67', 85' - Paap 35' (pen.) - Kiivit 47', 52', 57' - Timofejev 61', 83' - Subka 74' - Ustritski 79' - Teeväli 89' (pen.) | Reporte    |                     | Asistencia: 50 espectadores Árbitro(s): Martin Uusküla | Asistencia: 50 espectadores Árbitro(s): Martin Uusküla |

| 24 de julio de 2021 | Pärnu JK Poseidon | 0:9 (0:1) | FC Kuressaare | Raeküla Staadion, Pärnu, Estonia                            |                                                             |
| 19:00 (UTC+3)       |                   | Reporte   | - 22', 63', 90+2' Schjønning-Larsen - 49' Suvinõmm - 81' (pen.), 83', 87' Männilaan - 86' Penzev - 90' Jermatšenko | Asistencia: 114 espectadores Árbitro(s): Karl Markus Kiudma | Asistencia: 114 espectadores Árbitro(s): Karl Markus Kiudma |

| 25 de julio de 2021 | Rumori Calcio | 0:7 (0:3) | Läänemaa JK                                                                                | Kotka Staadion MTÜ, Tallin, Estonia                 |                                                     |
| 16:00 (UTC+3)       |               | Reporte   | - 13' Dobõšev-Proosväli - 36' Matto - 45+2', 51' Konks - 53' Siim - 64' Salf - 76' Anniste | Asistencia: 46 espectadores Árbitro(s): Luisa Klaar | Asistencia: 46 espectadores Árbitro(s): Luisa Klaar |

| 25 de julio de 2021 | JK Nõmme Kalju | 32:0 (16:0) | FC Mulgi | EJL TNTK Staadion, Tallin, Estonia                      |                                                         |
| 18:00 (UTC+3)       | - Markovych 3', 63' - Paur 6', 22', 33' - Natjó 9', 35' - Marin 10', 29', 45', 64', 66', 90', 90' - Tamm 12', 20', 28', 37', 39', 42', 50', 59', 75', 78', 82' - Babichau 15' - Usta 65', 83' - Gussev 73', 90+1' | Reporte     |          | Asistencia: 63 espectadores Árbitro(s): Katariina Järve | Asistencia: 63 espectadores Árbitro(s): Katariina Järve |

| 25 de julio de 2021 | JK Tabasalu                                                                                              | 11:1 (3:1) | Maarjamäe FC Vigri | Tabasalu Spordikompleks, Tabasalu, Estonia            |                                                       |
| 19:00 (UTC+3)       | - Annion 10', 24' - Pajo 29' - Sööt 48', 51' - Ekharts 59', 62', 81' - Hõim 79' - Pebre 86' - Nahk 90+1' | Reporte    | - 41' Mere         | Asistencia: 211 espectadores Árbitro(s): Rait Silberg | Asistencia: 211 espectadores Árbitro(s): Rait Silberg |

| 25 de julio de 2021 | Tallinna FC Zapoos | 2:0 (2:0) | Jõhvi FC Lokomotiv | Kalevi Keskstaadion, Tallin, Estonia                     |                                                          |
| 19:00 (UTC+3)       | - Väljas 31', 33'  | Reporte   |                    | Asistencia: 56 espectadores Árbitro(s): Maksim Ramazanov | Asistencia: 56 espectadores Árbitro(s): Maksim Ramazanov |

| 25 de julio de 2021 | FC Maardu Aliens         | 2:3 (2:2) | FC Eston Villa          | Maardu kunstmuruväljak, Maardu, Estonia                |                                                        |
| 19:00 (UTC+3)       | - Glebov 18' - Fenin 35' | Reporte   | - 8', 33', 68' Martõnov | Asistencia: 57 espectadores Árbitro(s): Roman Daniljuk | Asistencia: 57 espectadores Árbitro(s): Roman Daniljuk |

| 25 de julio de 2021 | FC Maksatransport | 1:3 (0:1) | Raplamaa JK                                        | Nike Arena, Tallin, Estonia                           |                                                       |
| 19:00 (UTC+3)       | - Rahumägi 90+3'  | Reporte   | - 19' Kallaste - 55' (pen.) Nurmik - 75' Saaremets | Asistencia: 71 espectadores Árbitro(s): Kevin Kaivoja | Asistencia: 71 espectadores Árbitro(s): Kevin Kaivoja |

| 25 de julio de 2021 | FC Zenit Tallinn | 1:4 (1:1) | Paide Linnameeskond III                       | Kernu Põhikooli staadion, Kernu, Estonia            |                                                     |
| 19:00 (UTC+3)       | - Hansson 14'    | Reporte   | - 35', 61' Jevdokimov - 64' Ustaal - 72' Kõll | Asistencia: 28 espectadores Árbitro(s): Martti Pukk | Asistencia: 28 espectadores Árbitro(s): Martti Pukk |

| 25 de julio de 2021 | FC Elva                                                                                                  | 13:1 (6:0) | JK Jalgpallihaigla | Elva City Stadium, Elva, Estonia                         |                                                          |
| 19:00 (UTC+3)       | - Põldsaar 10', 38', 80' - Härm 12', 15', 50' - Lõbu 17' - Lokk 42', 49' - Timm 70', 75', 76' - Frei 89' | Reporte    | - 59' Siniallik    | Asistencia: 205 espectadores Árbitro(s): Asser-Enri Soro | Asistencia: 205 espectadores Árbitro(s): Asser-Enri Soro |

| 28 de julio de 2021 | JK Viljandi Tulevik | w/o     | Tallinna FC Olympic Olybet | Viljandi kunstmuruväljak, Viljandi, Estonia |  |
| 19:30 (UTC+3)       |                     | Reporte |                            |                                             |  |

| 28 de julio de 2021 | FC Flora III Tallinn                                                                                               | 12:0 (5:0) | FCP Pärnu | Sportland Arena, Tallin, Estonia                      |                                                       |
| 20:00 (UTC+3)       | - Starkopf 11', 40' - Lips 13', 65' - Laherand 24', 43' - Ustaal 49' - Loik 63' - Marašov 70', 75', 85' - Luik 89' | Reporte    |           | Asistencia: 37 espectadores Árbitro(s): Eerik Ääremaa | Asistencia: 37 espectadores Árbitro(s): Eerik Ääremaa |

| 28 de julio de 2021 | FC Infonet Tallinn                                                           | 8:1 (3:0) | JK Pärnu Sadam       | Lasnamäe Athletics Hall, Tallin, Estonia                    |                                                             |
| 20:00 (UTC+3)       | - Volkov 10' - Pabo 32', 53' - Eensalu 45' - Utgof 50', 57', 64' - Guzek 67' | Reporte   | - 47' (pen.) Eessaar | Asistencia: 35 espectadores Árbitro(s): Konstantin Reismann | Asistencia: 35 espectadores Árbitro(s): Konstantin Reismann |

| 29 de julio de 2021 | FC Vastseliina | w/o     | Põhja-Tallinna JK Volta | Vastseliina jalgpalliväljak, Vastseliina, Estonia |  |
| 19:15 (UTC+3)       |                | Reporte |                         |                                                   |  |

| 9 de agosto de 2021 | Pärnu JK                 | 2:0 (0:0) | Tallinna JK Legion II | Pärnu Rannastaadion, Pärnu, Estonia                      |                                                          |
| 19:00 (UTC+3)       | - Õismets 80' - Sild 82' | Reporte   |                       | Asistencia: 75 espectadores Árbitro(s): Maksim Ramazanov | Asistencia: 75 espectadores Árbitro(s): Maksim Ramazanov |

| 11 de agosto de 2021 | JK Tabasalu II                                                   | 6:0 (3:0) | FC Järva-Jaani | Tabasalu Spordikompleks, Tabasalu, Estonia            |                                                       |
| 20:00 (UTC+3)        | - Linde 9' - Reose 21' - Aro 45' - Adamson 71', 79' - Koljal 90' | Reporte   |                | Asistencia: 44 espectadores Árbitro(s): Andres Kalvik | Asistencia: 44 espectadores Árbitro(s): Andres Kalvik |

## Tercera ronda
| 4 de agosto de 2021 | JK Viljandi Tulevik                                                                                                 | 10:0 (5:0) | Viljandi JK Tulevik II | Viljandi City Stadium, Viljandi, Estonia                 |                                                          |
| 18:00 (UTC+3)       | - Muydinov 16', 43' - Demidov 22', 45+2', 88' - Riiberg 34' - Ogungbe 65' - Saag 71' - Ilves 74' (a.g.) - Soliu 81' | Reporte    |                        | Asistencia: 187 espectadores Árbitro(s): Alex-Marcus Ulp | Asistencia: 187 espectadores Árbitro(s): Alex-Marcus Ulp |

| 4 de agosto de 2021 | Paide Linnameeskond III                                          | 5:0 (3:0) | Kristiine JK | Keila staadion, Keila, Estonia                            |                                                           |
| 19:00 (UTC+3)       | - Kõll 26' - Lomp 32' - Rikberg 37' - Puhke 61' - Rõivassepp 70' | Reporte   |              | Asistencia: 15 espectadores Árbitro(s): Edgar Krõzanovski | Asistencia: 15 espectadores Árbitro(s): Edgar Krõzanovski |

| 9 de agosto de 2021 | JK Narva Trans | w/o     | FC Eston Villa | Narva Kreenholm Stadium, Narva, Estonia |  |
| 19:00 (UTC+3)       |                | Reporte |                |                                         |  |

| 16 de agosto de 2021 | FC Elva                          | 2:0 (1:0) | Viimsi JK | Elva City Stadium, Elva, Estonia |                         |
| 18:00 (UTC+3)        | - Karasjov 26' (pen.) - Lokk 58' | Reporte   |           | Árbitro(s): Marko Liiva          | Árbitro(s): Marko Liiva |

| 17 de agosto de 2021 | Läänemaa JK          | 2:8 (1:2) | TJK Legion                                                                            | Haapsalu linnastaadion, Haapsalu, Estonia             |                                                       |
| 19:00 (UTC+3)        | - Enn 45' - Siim 47' | Reporte   | - 11', 71' Šapovalov - 30' Arhipov - 55', 78', 81' Nesterov - 61' Bakic - 70' Ainsalu | Asistencia: 84 espectadores Árbitro(s): Kevin Kaivoja | Asistencia: 84 espectadores Árbitro(s): Kevin Kaivoja |

| 18 de agosto de 2021 | JK Nõmme Kalju                                                                           | 9:1 (4:1) | Tallinna FC Zapoos | EJL TNTK Staadion, Tallin, Estonia                     |                                                        |
| 19:00 (UTC+3)        | - Paur 18' - Usta 23', 53', 73' - Tjapkin 30' - Marin 35', 80' - Tamm 65' - Subbotin 88' | Reporte   | - 25' Orumaa       | Asistencia: 67 espectadores Árbitro(s): Rasmus Maalinn | Asistencia: 67 espectadores Árbitro(s): Rasmus Maalinn |

| 18 de agosto de 2021 | JK Tammeka Tartu             | 3:1 (2:0) | FC Kuressaare   | Tamme Stadium, Tartu, Estonia |                             |
| 20:00 (UTC+3)        | - Koskor 30' - Paju 30', 58' | Reporte   | - 85' Männilaan | Árbitro(s): Grigori Ošomkov   | Árbitro(s): Grigori Ošomkov |

| 23 de agosto de 2021 | Raplamaa JK | 0:5 (0:1) | FC Levadia Tallinn                                 | Rapla Kesklinna Kooli staadion, Rapla, Estonia |                                              |
| 18:30 (UTC+3)        |             | Reporte   | - 44' Roosnupp - 57', 81' Anier - 61', 71' Peetson | Asistencia: 160 espectadores Árbitro(s): 160   | Asistencia: 160 espectadores Árbitro(s): 160 |

| 25 de agosto de 2021 | FC Ararat Tallinn                   | 2:3 (1:2) | FC Vastseliina                    | Saku kunstmuruväljak, Saku, Estonia                |                                                    |
| 20:00 (UTC+3)        | - Lefanov 6' - Zakharets 66' (pen.) | Reporte   | - 22' Ojaperv - 42', 84' Saarniit | Asistencia: 2 espectadores Árbitro(s): Rene Merilo | Asistencia: 2 espectadores Árbitro(s): Rene Merilo |

| 1 de septiembre de 2021 | Tartu FC Helios | 0:3 (1:1) | Tartu JK Welco                  | Annelinna staadion, Tartu, Estonia                   |                                                      |
| 19:00 (UTC+3)           |                 | Reporte   | - 3' Vool - 76' Pärn - 84' Roos | Asistencia: 93 espectadores Árbitro(s): Richard Toom | Asistencia: 93 espectadores Árbitro(s): Richard Toom |

| 2 de septiembre de 2021 | JK Tallinna Kalev                       | 3:0 (3:0) | JK Tabasalu II | Kalevi Keskstaadion, Tallin, Estonia                   |                                                        |
| 19:00 (UTC+3)           | - Russ 17' - El Aabchi 38' - Siitam 42' | Reporte   |                | Asistencia: 45 espectadores Árbitro(s): Roman Daniljuk | Asistencia: 45 espectadores Árbitro(s): Roman Daniljuk |

| 21 de septiembre de 2021 | FA Tartu Kalev                                   | 4:2 (2:0) | FC Nõmme United    | Ülenurme Stadium, Ülenurme, Estonia                  |                                                      |
| 17:00 (UTC+3)            | - Villems 8', 63' - Peedo 23' (pen.) - Tauts 71' | Reporte   | - 75', 76' Õunapuu | Asistencia: 127 espectadores Árbitro(s): Marko Liiva | Asistencia: 127 espectadores Árbitro(s): Marko Liiva |

| 21 de septiembre de 2021 | FC Infonet Tallinn             | 2:3 (1:1) | FC Flora II Tallinn                 | Infoneti Lasnamäe staadion, Tallin, Estonia       |                                                   |
| 20:00 (UTC+3)            | - Ionov 7' - Volkov 84' (pen.) | Reporte   | - 40' Viira - 78' Usta - 90+4' Niit | Asistencia: 60 espectadores Árbitro(s): Paul Kask | Asistencia: 60 espectadores Árbitro(s): Paul Kask |

| 22 de septiembre de 2021 | FC Flora Tallin | 1:4 (0:1) | Paide Linnameeskond                                   | Sportland Arena, Tallin, Estonia                      |                                                       |
| 20:30 (UTC+3)            | - Ostrovski 57' | Reporte   | - 12' Drame - 51' Owusu - 66' (a.g.) Šišov - 75' Luts | Asistencia: 39 espectadores Árbitro(s): Kevin Kaivoja | Asistencia: 39 espectadores Árbitro(s): Kevin Kaivoja |

| 6 de octubre de 2021 | Pärnu JK | 0:1 (0:1) | JK Tabasalu | Pärnu Rannastaadion, Pärnu, Estonia                 |                                                     |
| 19:00 (UTC+3)        |          | Reporte   | - 42' Nahk  | Asistencia: 41 espectadores Árbitro(s): Elar Tarkus | Asistencia: 41 espectadores Árbitro(s): Elar Tarkus |

| 12 de diciembre de 2021 | FC Flora III Tallinn | 0:14 (0:9) | FC Flora Tallin | Sportland Arena, Tallin, Estonia                     |                                                      |
| 13:00 (UTC+3)           |                      | Reporte    | - 5', 16' Alliku - 8', 42', 53', 86' Välja - 9', 13', 69' Reinkort - 30' Kuraksin - 33' Miller - 41' Poom - 51' Even Hurt (a.g.) - 78' Seppik | Asistencia: 99 espectadores Árbitro(s): Triinu Vaher | Asistencia: 99 espectadores Árbitro(s): Triinu Vaher |

## Octavos de final
| 23 de octubre de 2021 | Paide Linnameeskond                                                                                          | 14:0 (4:0) | FC Flora II Tallinn | Paide linnastaadion, Paide, Estonia                    |                                                        |
| 13:00 (UTC+3)         | - Anier 19', 41', 46', 57', 60', 61', 63', 68' - Owusu 28', 58' - Ojamaa 43' - Drame 71', 75' - Trawally 88' | Reporte    |                     | Asistencia: 32 espectadores Árbitro(s): Rasmus Maalinn | Asistencia: 32 espectadores Árbitro(s): Rasmus Maalinn |

| 23 de octubre de 2021 | TJK Legion | w/o     | FC Elva | Estadio Kadriorg, Tallin, Estonia |  |
| 13:00 (UTC+3)         |            | Reporte |         |                                   |  |

| 23 de octubre de 2021 | JK Viljandi Tulevik | 1:3 (1:1) | JK Nõmme Kalju                     | Viljandi linnastaadion, Viljandi, Estonia                |                                                          |
| 13:00 (UTC+3)         | - Komissarov 12'    | Reporte   | - 3' Tamm - 75' Marin - 87' Volkov | Asistencia: 98 espectadores Árbitro(s): Joonas Jaanovits | Asistencia: 98 espectadores Árbitro(s): Joonas Jaanovits |

| 23 de octubre de 2021 | JK Narva Trans                                       | 3:0 (1:0) | Tartu JK Welco | Narva Kalev-Fama Staadion, Narva, Estonia                |                                                          |
| 16:00 (UTC+3)         | - Valtna 20' (a.g.) - Golovljov 53' - Zakarliuka 58' | Reporte   |                | Asistencia: 85 espectadores Árbitro(s): Maksim Ramazanov | Asistencia: 85 espectadores Árbitro(s): Maksim Ramazanov |

| 24 de octubre de 2021 | JK Tammeka Tartu                        | 3:0 (1:0) | FA Tartu Kalev | Tamme stadium, Tartu, Estonia                           |                                                         |
| 19:00 (UTC+3)         | - Uggeri 31' - Koskor 80' - Uljanov 85' | Reporte   |                | Asistencia: 210 espectadores Árbitro(s): Roomer Tarajev | Asistencia: 210 espectadores Árbitro(s): Roomer Tarajev |

| 14 de noviembre de 2021 | FC Levadia Tallinn                        | 3:0 (1:0) | JK Tallinna Kalev | Sportland Arena, Tallin, Estonia                     |                                                      |
| 13:00 (UTC+3)           | - Putincanin 40', 63' - Beglarishvili 70' | Reporte   |                   | Asistencia: 68 espectadores Árbitro(s): Andrei Karhu | Asistencia: 68 espectadores Árbitro(s): Andrei Karhu |

| 16 de diciembre de 2021 | FC Flora Tallinn | w/o     | Paide Linnameeskond III | Sportland Arena, Tallin, Estonia |  |
| 18:00 (UTC+3)           |                  | Reporte |                         |                                  |  |

| 5 de febrero de 2022 | FC Vastseliina | w/o     | JK Tabasalu | Barrus Arena, Võru, Estonia |                  |
| 13:00 (UTC+3)        |                | Reporte |             | Árbitro(s): [[]]            | Árbitro(s): [[]] |

## Cuartos de final
| 8 de marzo de 2022 | JK Narva Trans                | 2:0 (0:0) | JK Tammeka Tartu | Sportland Arena, Tallin, Estonia                    |                                                     |
| 19:00 (UTC+3)      | - Kovaltšuk 83' - Pevtsov 88' | Reporte   |                  | Asistencia: 21 espectadores Árbitro(s): Martti Pukk | Asistencia: 21 espectadores Árbitro(s): Martti Pukk |

| 9 de marzo de 2022 | TJK Legion | 0:2 (0:0) | Paide Linnameeskond                  | Sportland Arena, Tallin, Estonia                            |                                                             |
| 17:00 (UTC+3)      |            | Reporte   | - 90' Owusu-Sekyere - 90+1' Mošnikov | Asistencia: 65 espectadores Árbitro(s): Kristo Külljastinen | Asistencia: 65 espectadores Árbitro(s): Kristo Külljastinen |

| 9 de marzo de 2022 | FC Flora Tallinn        | 2:0 (0:0) | FC Levadia Tallinn | Sportland Arena, Tallin, Estonia                          |                                                           |
| 20:00 (UTC+3)      | - Miller 50' - Pürg 67' | Reporte   |                    | Asistencia: 228 espectadores Árbitro(s): Joonas Jaanovits | Asistencia: 228 espectadores Árbitro(s): Joonas Jaanovits |

| 10 de marzo de 2022 | JK Nõmme Kalju                                                               | 7:0 (4:0) | JK Tabasalu | Sportland Arena, Tallin, Estonia                   |                                                    |
| 19:00 (UTC+3)       | - Marin 4', 27' - Paur 10', 40' - Volkov 61' - Komissarov 72' - Babichau 76' | Reporte   |             | Asistencia: 209 espectadores Árbitro(s): Paul Kask | Asistencia: 209 espectadores Árbitro(s): Paul Kask |

## Semifinal
| 5 de mayo de 2022 | FC Flora Tallinn                                   | 0:0(0:0) (4:5 p.)          | Paide Linnameeskond                                              | A. Le Coq Arena, Tallin, Estonia                             |                                                              |
| 19:00 (UTC+3)     |                                                    | Reporte                    |                                                                  | Asistencia: 487 espectadores Árbitro(s): Kristo Külljastinen | Asistencia: 487 espectadores Árbitro(s): Kristo Külljastinen |
|                   |                                                    | Tiros desde el punto penal |                                                                  |                                                              |                                                              |
|                   | - Vassiljev - Lukka - Tamm - Lepik - Alliku - Purg |                            | - Owusu-Sekyere - Palumets - Saarma - Frolov - Klavan - Singateh |                                                              |                                                              |

| 15 de mayo de 2022 | JK Narva Trans | 0:1(0:0) | JK Nõmme Kalju | Narva Kalev-Fama Staadion, Narva, Estonia              |                                                        |
| 14:30 (UTC+3)      |                | Reporte  | - 78' Volkov   | Asistencia: 134 espectadores Árbitro(s): Kristo Tohver | Asistencia: 134 espectadores Árbitro(s): Kristo Tohver |

## Final
| 21 de mayo de 2022 | JK Nõmme Kalju | 0:1 (0:0) | Paide Linnameeskond | A. Le Coq Arena, Tallin, Estonia                      |                                                       |
| 19:00 (UTC+3)      |                | Reporte   | - 109' Luts         | Asistencia: 1358 espectadores Árbitro(s): Martti Pukk | Asistencia: 1358 espectadores Árbitro(s): Martti Pukk |